# Mučnina (roman)
Mučnina (franc. La Nausée) je roman francuskog filozofa Jean-Paula Sartrea, koji je nakon objavljivanja 1938. postao je jednim od glavnih djela egzistencijalizma.  Opisuje nekoliko tjedana u ispraznom i besmislenom životu Antoinea Roquentina kojeg progoni osjećaj mučnine, straha od postojanja.  
Djelo je napisano u obliku dnevnika glavnog lika, čime izravno dobivamo uvid u njegova razmišljanja i stanja svijesti.  Mučnina gotovo i nema prave radnje, a obiluje filozofskim i esejističkim ulomcima.  Bavi se pitanjima smisla života, vremena, slobodne volje, kontingencije, umjetničkog stvaralaštva te odnosa esencije i egzistencije.  

## Radnja
Proputovavši svijetom, Antoine Roquentin se odlučio smjestiti u francuskom gradu Bouvilleu kako bi dovršio svoje istraživanje i knjigu o markizu de Rollebonu, aristokratu iz 18. stoljeća.  Radnja se odvija kroz posljednjih nekoliko tjedana njegovog boravka u tom gradu.  
Roquentina počinje mučiti neodređeni osjećaj straha i gađenja te odlučuje voditi dnevnik kako bi ga bolje shvatio.  Osjećaj, koji kasnije naziva mučnina, progoni ga posvuda; isprva mu pokušava pobjeći odlaskom u kavane, među ljude, no uskoro ga i tamo pronalazi.  Uviđa da mu je život potpuno besmislen i isprazan.  Postupno gubi volju za istraživačkim radom i odustaje od pisanja knjige.  Vrijeme provodi u knjižnici, lutajući gradom i povremeno razgovarajući sa Samoukom.  
Za vrijeme jednog ručka sa Samoukom upušta se u razgovor o humanizmu.  Naivni humanistički stavovi u Roquentina izazivaju osjećaj odbojnosti i gađenja te narušavaju njihove dobre odnose.  Promatrajući ljude oko sebe uviđa da su sve njihove akcije motivirane željom da prikriju ispraznost i besmisao vlastitog postojanja.  
Mučnina ga sve više obuhvaća.  Konačno shvaća da je ona zapravo strah od postojanja, a postojati znači jednostavno biti tu, bez razloga i bez mogućnosti dubljeg razumijevanja tog stanja.  Osjeća se otuđenim od ljudi i predmeta oko sebe, od samog sebe i vlastitih dijelova tijela.  
Jednoličnost Roquentinovog života donekle prekida poziv od Anny s kojom se rastao prije pet godina, a koja je sad u Parizu i želi ga vidjeti.  Osjeća određeno uzbuđenje oko susreta i potajno se nada da će se s njom uspjeti sporazumjeti i da će ostati zajedno.  Međutim, susret prolazi u neugodnoj atmosferi međusobnog nerazumijevanja; Anny se ne slaže s Antoineovim stavovima i željama te se konačno rastaju.  
Pomalo razočaran i potpuno osamljen, Roquentin odlučuje otići iz Bouvillea, jer tamo više nema što raditi.  Želi se oprostiti sa Samoukom; njega zatječe kako zavodi dječaka u knjižnici, čime izaziva bijes ostalih i potpuno isključenje iz društva.  Čekajući vlak za Pariz, sluša jazz pjesmu koja ga potiče na razmišljanje o umjetnosti i zaključuje je ona mogući način za davanje smisla vlastitom postojanju.  Odlučuje da će pokušati napisati roman.

## Likovi
Antoine Roquentin je tridesetogodišnji povjesničar.  Iako je proputovao svijetom i imao naizgled uzbudljiv i ispunjen život, nije sretan.  Živi potpuno sam, bez prijatelja ili obitelji; teško komunicira s ljudima. Ima dovoljno novca za život, a posao mu se sastoji od povjesničarskog istraživanja i pisanja knjige.  Ništa ga ne obvezuje i od njega nitko ništa ne očekuje.  Kako se mučnina razvija, sve više se otuđuje od okoline.  Našavši se s druge strane očaja, nešto nade za opravdavanje vlastite egzistencije pronalazi u umjetničkom stvaralaštvu.
Samouk (pravim imenom Ogier P.) je sudski pisar iz Bouvillea.  Slobodno vrijeme posvetio je čitanju knjiga iz gradske knjižnice po abecednom redu, u želji da ovlada cjelokupnim ljudskim znanjem; pri tome sam ne stvara ništa.  Iako vođen humanističkim idealima, on je neugledan i osamljen čovjek na kojeg nitko ne obraća pažnju.  Grotesknost Samoukovog lika upotpunjena je i otkrićem njegovih pedofilskih sklonosti.
Anny je engleska glumica koju je Antoine upoznao na putovanju i s kojom je neko vrijeme održavao ljubavnu vezu.  Anny je ekscentrična ličnost i ima neobičnu životnu filozofiju – glavno uporište joj je prošlost.

## Zanimljivosti
Dnevnički zapis naslovljen Šest sati uvečer opisuje osjećaj otuđivanja od vlastitih dijelova tijela.  Način na koji Roquentin to doživljava vrlo je sličan mogućim posljedicama konzumacije psihodelične droge meskalin, koju je Sartre probao 1935.    